# Persone di cognome Spinelli
| Questa pagina contiene informazioni ricavate automaticamente dalle voci biografiche con l'ausilio del template Bio e di un bot. L'aggiornamento è periodico e automatico e ricostruisce completamente la pagina. Se manca una persona in questa lista, sei pregato di non aggiungerla, ma accertati piuttosto che la sua voce biografica contenga il template Bio e che i dati anagrafici siano correttamente compilati. Se il template Bio manca, inseriscilo tu stesso o, in alternativa, metti l'avviso {{tmp\|Bio}} che ne segnala la mancanza. Se i dati riportati sono sbagliati, correggi direttamente la voce biografica; le modifiche saranno visibili in questa lista entro pochi giorni. Per chiarimenti vedi il progetto biografie. La lista contiene solo le 46 persone che sono citate nell'enciclopedia e per le quali è stato implementato correttamente il template Bio. Pagina aggiornata al 3 nov 2022. |

Questa è una lista di persone presenti nell'enciclopedia che hanno il cognome Spinelli, suddivise per attività principale.

## Antifascisti(1)
- Vanzio Spinelli, antifascista e partigiano italiano (Cesena, n.1923 - Cattolica, † 1944)

## Archeologi(1)
- Domenico Spinelli, archeologo e numismatico italiano (Frasso Telesino, n.1788 - Napoli, † 1863)

## Artisti(1)
- Aldo Spinelli, artista italiano (Milano, n.1948)

## Attori(1)
- Elisabetta Spinelli, attrice, doppiatrice e direttrice del doppiaggio italiana (Milano, n.1965)

## Calciatori(3)
- Claudio Spinelli, calciatore argentino (General Pacheco, n.1997)
- Giorgia Spinelli, calciatrice italiana (Ponte San Pietro, n.1994)
- Giovanni Spinelli, ex calciatore italiano (Brindisi, n.1971)

## Cardinali(3)
- Fernando Spinelli, cardinale italiano (Napoli, n.1728 - Roma, † 1795)
- Filippo Spinelli, cardinale e arcivescovo cattolico italiano (Napoli, n.1566 - Napoli, † 1616)
- Giuseppe Spinelli, cardinale e arcivescovo cattolico italiano (Napoli, n.1694 - Roma, † 1763)

## Cestisti(2)
- Martina Spinelli, cestista italiana (Lecco, n.2002)
- Valerio Spinelli, ex cestista e dirigente sportivo italiano (Pozzuoli, n.1979)

## Ciclisti su strada(2)
- Piero Spinelli, ex ciclista su strada e ciclocrossista italiano (Carmignano, n.1948)
- Rinaldo Spinelli, ciclista su strada italiano (Lari, n.1893)

## Compositori(1)
- Nicola Spinelli, compositore italiano (Torino, n.1865 - Roma, † 1909)

## Dirigenti sportivi(1)
- Silvia Tea Spinelli, dirigente sportiva e ex arbitro di calcio italiana (Bari, n.1970)

## Filosofi(1)
- Troiano Spinelli, filosofo, economista e storico italiano (Laurino, n.1712 - Napoli, † 1777)

## Giocatori di baseball(1)
- Giuseppe Spinelli, ex giocatore di baseball italiano (Rimini, n.1985)

## Giornalisti(1)
- Barbara Spinelli, giornalista, saggista e politica italiana (Roma, n.1946)

## Giuristi(1)
- Antonio Spinelli, giurista e presbitero italiano (Padova, n.1630 - Monaco di Baviera, † 1706)

## Imprenditori(1)
- Aldo Spinelli, imprenditore e dirigente sportivo italiano (Palmi, n.1940)

## Medaglisti(1)
- Niccolò di Forzore Spinelli, medaglista italiano (Arezzo, n.1430 - Firenze, † 1514)

## Musicisti(1)
- Santino Spinelli, musicista, compositore e insegnante italiano (Pietrasanta, n.1964)

## Nobili(1)
- Francesco II Spinelli, VII principe di Scalea, nobile e filosofo italiano (Morano Calabro, n.1686 - Napoli, † 1752)

## Orafi(1)
- Niccolò di Luca Spinelli, orafo e scultore italiano (Arezzo)

## Pallanuotisti(1)
- Brunello Spinelli, pallanuotista italiano (Firenze, n.1939 - Firenze, † 2018)

## Pittori(4)
- Abramo Spinelli, pittore italiano (Osio Sotto, n.1855 - Bergamo, † 1924)
- Gaetano Spinelli, pittore italiano (Bitonto, n.1877 - Firenze, † 1945)
- Giovan Battista Spinelli, pittore italiano (Chieti, n.1613 - Ortona, † 1658)
- Parri Spinelli, pittore e scultore italiano (Arezzo - Arezzo, † 1453)

## Politici(12)
- Aldo Spinelli, politico italiano (Lucca, n.1923 - Lucca, † 2011)
- Altiero Spinelli, politico e scrittore italiano (Roma, n.1907 - Roma, † 1986)
- Antonino Spinelli, politico italiano (Catona, n.1901 - † 1985)
- Antonio Spinelli di Scalea, politico e bibliografo italiano (Capua, n.1795 - Napoli, † 1884)
- Domenica Spinelli, politica italiana (Sammichele di Bari, n.1969)
- Enrico Spinelli, politico italiano (Montale, n.1898)
- Francesco Spinelli, politico italiano (Napoli, n.1820 - Napoli, † 1897)
- Francesco Spinelli, politico italiano (Bari, n.1922 - † 2009)
- Gennaro Spinelli di Cariati, politico, diplomatico e militare italiano (Napoli, n.1780 - Napoli, † 1851)
- Giuseppe Spinelli, politico italiano (Cremona, n.1908 - Cremona, † 1987)
- Niccolò Spinelli, politico e giurista italiano (Napoli, n.1325 - Napoli, † 1406)
- Vincenzo Spinelli di Scalea, politico italiano (Napoli, n.1806 - Napoli, † 1878)

## Presbiteri(2)
- Francesco Spinelli, presbitero italiano (Milano, n.1853 - Rivolta d'Adda, † 1913)
- Giacomo Spinelli, presbitero, scrittore e economista italiano (Briga Marittima, n.1637 - Briga Marittima, † 1710)

## Registi(1)
- Italo Spinelli, regista, sceneggiatore e attore italiano (Roma, n.1951)

## Scrittori(1)
- Jerry Spinelli, scrittore statunitense (Norristown, n.1941)